# Tapeinia pumila
Tapeinia es un género monotípico de plantas herbáceas, perennes, rizomatosas, de hojas lineares perteneciente a la familia de las iridáceas. Su única especie. Tapeinia pumila (G.Forst.) Baill., Hist. Pl. 13: 149 (1894), es originaria de Chile al sur de argentina en Tierra de Fuego.

## Taxonomía
Tapeinia pumila fue descrita por (G.Forst.) Baill. y publicado en Histoire des Plantes 13: 149. 1894.
Sinonimia
- Ixia pumila G.Forst., Comment. Soc. Regiae Sci. Gott. 9: t. 2 (1789).
- Witsenia pumila (G.Forst.) Vahl, Enum. Pl. 2: 48 (1805).
- Sisyrinchium pumilum (G.Forst.) Hook.f., Fl. Antarct. 2: t. 129 (1846).
- Ixia magellanica Lam., Tabl. Encycl. 1: 109 (1791).
- Tapeinia magellanica (Lam.) J.F.Gmel., Syst. Nat.: 108 (1791).
- Moraea magellanica (Lam.) Willd., Sp. Pl. 1: 241 (1797).
- Witsenia magellanica (Lam.) Pers., Syn. Pl. 1: 42 (1805).
- Galaxia magellanica (Lam.) Steud., Nomencl. Bot. 1: 349 (1821).[2]